# Liste der Baudenkmale in Oldenburg (Oldb) – Würzburger Straße
In der Liste der Baudenkmale in Oldenburg (Oldb) – Würzburger Straße stehen alle Baudenkmale der Würzburger Straße in Oldenburg (Oldb).  Die Quelle der IDs und der Beschreibungen ist der Denkmalatlas Niedersachsen.
Der Stand der Liste ist das Jahr 2022.

## Allgemein
In den Spalten befinden sich folgende Informationen:
- Lage: die Adresse des Baudenkmales und die geographischen Koordinaten. Kartenansicht, um Koordinaten zu setzen. In der Kartenansicht sind Baudenkmale ohne Koordinaten mit einem roten Marker dargestellt und können in der Karte gesetzt werden. Baudenkmale ohne Bild sind mit einem blauen Marker gekennzeichnet, Baudenkmale mit Bild mit einem grünen Marker.
- Bezeichnung: Bezeichnung des Baudenkmales
- Beschreibung: die Beschreibung des Baudenkmales. Unter § 3 Abs. 2 NDSchG werden Einzeldenkmale und unter § 3 Abs. 3 NDSchG Gruppen baulicher Anlagen und deren Bestandteile ausgewiesen.
- ID: die Objekt-ID des Baudenkmales
- Bild: ein Bild des Baudenkmales, ggf. zusätzlich mit einem Link zu weiteren Fotos des Baudenkmals im Medienarchiv Wikimedia Commons. Wenn man auf das Kamerasymbol klickt, können Fotos zu Baudenkmalen aus dieser Liste hochgeladen werden:

Zurück zur Hauptliste
| Lage                                            | Bezeichnung                      | Beschreibung | ID       | Bild |
| ----------------------------------------------- | -------------------------------- | --- | -------- | ---- |
| Würzburger Straße 3 53° 8′ 49″ N, 8° 12′ 31″ O  | Landwirtschaftliche Winterschule | Eineinhalbgeschossiger Putzbau von fünfzehn Achsen mit Drempel unter Schopfwalmdach. Mittig flacher Risalit mit rundbogigem Eingang unter Vordach, darüber Zwerchhaus unter Schopfwalmdach, auf beiden Seiten davon zwei Achsen mit korbbogigen Fenstern und schleppgaupenartigen Zwerchhäusern, weiter außen flache Risalite von drei Achsen unter hohen eineinhalbgeschossigen Giebeln, durchgehend zur Rückseite und unter Schopfwalmdach mit Giebeldreieck. Rechts vereinfachter Trakt von vier schmaleren Achsen mit schleppgaupenartigem Zwerchhaus. Drempel und Zwerchhäuser in Fachwerk mit Knaggen, Fuß- und Kopfbändern und Fußstreben. Vorgarten. Erbaut 1908, 1914 nach Westen erweitert. Heute Verwaltungs- und Bürogebäude. | 37472284 | BW   |
| Würzburger Straße 6 53° 8′ 50″ N, 8° 12′ 32″ O  | Wohnhaus                         | Zweigeschossiger Putzbau von drei Achsen unter Mansardwalmdach. Mittig zweigeschossiger segmentbogenförmiger Standerker, darüber Zwerchhaus mit Serliana und Segmentgiebel. Rechts Eingang mit Freitreppe. Fenster an den Seitenteilen zweiteilig. Putzgliederung: gequaderte Lisenen, Fensterrahmungen, Kranzgesims, am Zwerchgiebel Pilaster und Abschlussgesims. Vorgarten und eiserne Einfriedung. Erbaut 1907–1908, Architekt: J. Kahle. | 37472372 | BW   |
| Würzburger Straße 8 53° 8′ 50″ N, 8° 12′ 31″ O  | Wohnhaus                         | Zweigeschossiger Putzbau von drei Achsen über Sockelgeschoss unter Walmdach. Linke Achse breiter und flacher Risalit mit Giebel, davor zweigeschossiger polygonaler Standerker mit jüngerem Garageneinbau unter modernem Balkon. Auf der rechten Seite zurückgesetzter Vorbau mit Eingang. Sparsame Putzgliederung: geschossteilendes Gesims über dem Sockel, Rahmung jeweils der Fenster übereinander, Brüstungsfelder im OG. Vorgarten und eiserne Einfriedung. Erbaut 1909 durch Zimmermeister F. Lübbers. | 37472397 | BW   |
| Würzburger Straße 10 53° 8′ 50″ N, 8° 12′ 30″ O | Wohnhaus                         | Zweigeschossiger Putzbau von drei Achsen über Sockelgeschoss unter Walmdach. Linke Achse breiter und flacher Risalit, davor zweigeschossiger polygonaler Standerker. Auf der rechten Seite zurückgesetzter Vorbau mit Eingang unter hohem Schopfwalmdach. Sparsame Putzgliederung: übereinanderliegende Fenster durch Rahmen zusammengefasst, Brüstungsfelder unter den Fenstern des OG. Vorgarten und eiserne Einfriedung. Erbaut 1910 durch Zimmermeister F. Lübbers. | 37472421 | BW   |
| Würzburger Straße 11 53° 8′ 49″ N, 8° 12′ 29″ O | Wohnhaus                         | Eineinhalbgeschossiger Putzbau über Sockelgeschoss mit Mezzanin unter Walmdach. Links flacher Risalit, davor polygonaler zweigeschossiger Standerker (Obergeschoss über Pultdach zurückgestuft), darüber Zwerchgiebel mit flachem polygonalen Erker, unter Satteldach. Rechts im Erdgeschoss korbbogiges Fenster, im Dach Schwalbenschwanzgaupe. Auf der rechten Seite zurückgesetzter Vorbau mit Eingang unter hohem Schopfwalmdach. Sparsame Putzgliederung: Sockel in Rauputz, am Erker unten Pilaster und oben Brüstungsfelder, am Mezzanin rechts Kantenpilaster. Giebelerker in Fachwerk. Vorgarten und eiserne Einfriedung. Erbaut 1908, Architekt: Karl Wempe.                                                                    | 37472306 | BW   |
| Würzburger Straße 12 53° 8′ 50″ N, 8° 12′ 29″ O | Wohnhaus                         | Zweigeschossiger Putzbau von zwei Achsen über Sockelgeschoss unter Walmdach. Rechts breite dreiteilige Fenster, links Dreifenstergruppen. Links flacher, mittig konvex vorgewölbter Risalit. Auf der rechten Seite zurückgesetzter Vorbau mit Eingang. Moderne Schwalbenschwanzgaupe. Sparsame Putzgliederung: einzelne Fensterrahmungen, im EG am Risalit unten Festons an den Fensterstürzen und rechts Sturzgesims, ornamental verteilte kleine erhabene Felder. Vorgarten und eiserne Einfriedung. Erbaut 1910 durch Zimmermeister F. Lübbers. | 37472445 | BW   |
| Würzburger Straße 13 53° 8′ 50″ N, 8° 12′ 28″ O | Wohnhaus                         | Giebelständiger zweigeschossiger Putzbau von zwei Achsen unter Mansarddach. Auf beiden Seiten zurückgesetzte Vorbauten, links mit Eingang. EG in Backstein, Giebelspitze in Fachwerk. Vorgarten. Erbaut 1911–1912, Architekt: H. Bodemann. | 37472328 | BW   |
| Würzburger Straße 17 53° 8′ 50″ N, 8° 12′ 27″ O | Wohnhaus                         | Giebelständiger zweigeschossiger Putzbau von drei Achsen über Kellersockel unter Mansarddach mit Fußwalm. Auf der rechten Seite hoher zurückgesetzter Vorbau mit Eingang, unter Schopfwalmdach. Mittlere Achse blind, rechts und links polygonale eingeschossige Standerker, dazwischen Balkone; Giebel vorgezogen, mittig korbbogige Nische. Sparsame Putzgliederung: Brüstungsbänder, im OG Sturzband, im Giebel geschossteilender Fries. Vorgarten. Erbaut 1914, Architekt: G. Willers. | 37472350 | BW   |
| Würzburger Straße 31 53° 8′ 52″ N, 8° 12′ 22″ O | Wohnhaus                         | Giebelständiger eingeschossiger Putzbau über Sockelgeschoss unter Mansarddach mit mittlerem Walm. Rechts Auslucht, darüber in ganzer Breite Balkon. Auf der rechten Seite zurückgesetzter Vorbau mit Eingang, davor Windfang und Freitreppe. Links breites Rundbogenfenster, rechts in der Auslucht Dreifenstergruppe, im Giebel vier Achsen. Vorgarten. Erbaut 1913, Architekt: H. Bodemann. | 37423315 | BW   |
| Würzburger Straße 33 53° 8′ 53″ N, 8° 12′ 22″ O | Wohnhaus                         | Zweigeschossiger Putzbau von zwei breiten Achsen über Sockelgeschoss unter Walmdach. Rechts eingeschossiger segmentbogenförmiger Standerker unter Balkon. Rechts im Obergeschoss zusätzliches schmales Fenster. Breite Walmgaupe. Auf der rechten Seite zurückgesetzter Vorbau mit Eingang und Freitreppe. Sparsame Putzgliederung: Lisenen, am Erker Brüstungsband und Sturzgesims, am Erker und im OG links Brüstungsfelder. Vorgarten und verputzte Mauer. Erbaut 1915 durch Maurermeister Johann Heinrich Brandes. | 37423335 | BW   |